# Bruszkowszczyzna
Bruszkowszczyzna – wieś w Polsce położona w województwie podlaskim, w powiecie hajnowskim, w gminie Narew.
W latach 1975–1998 miejscowość administracyjnie należała do województwa białostockiego.
Miejscowość zagrożona jest powodzią, ze względu na bliskie położenie względem rzeki Narew. Trzy gospodarstwa znajdują się w strefie do ewakuacji w przypadku powodzi.
W strukturze kościoła katolickiego miejscowość podlega parafii Wniebowzięcia Najświętszej Maryi Panny i św. Stanisława Biskupa i Męczennika w Narwi, zaś w strukturze cerkwi prawosławnej parafii Podwyższenia Krzyża Pańskiego w Narwi.